# Vertrag von Bicêtre
Der Vertrag von Bicêtre war einer der Friedensschlüsse zwischen den Parteien zu Beginn des Bürgerkriegs des Armagnacs und Bourguignons. Er wurde am 2. November 1410 in einem Haus des Herzogs Johann von Berry in Bicêtre (heute Le Kremlin-Bicêtre) unterzeichnet.
Nach dem Abschluss des Vertrags von Chartres am 9. März 1409 wurde auf der Hochzeit von Karl, Herzog von Orléans, mit einer Tochter des Grafen Bernard VII. von Armagnac am 15. April 1410 eine Liga gebildet, deren Führung Bernard VII. übernahm, und die nach ihm bald Armagnacs genannt wurden. Graf Bernard rekrutierte Soldaten in Südfrankreich, die dem Krieg eine bis dahin nicht gekannte Brutalität gaben. Unter seiner Führung verwüsteten sie die Umgebung von Paris und drangen dabei bis zur Faubourg Saint-Marcel im Südosten der Stadt vor. 
Der Vertrag verpflichtete beide Seiten, sich in ihre Gebiete zurückzuziehen. Der Zutritt zu Paris war nur mit der Zustimmung König Karls VI. gestattet. Der Herzog von Berry bekam die Vormundschaft über den Dauphin Ludwig.
Der Vertrag war der Versuch, dem gescheiterten Vertrag von Chartres einen wirksameren folgen zu lassen. Er wurde aber ebenso wenig eingehalten wie der nachfolgende Vertrag von Auxerre aus dem Jahr 1412.